# Pyrenula costaricensis
Pyrenula costaricensis är en lavart som beskrevs av Müll. Arg. Pyrenula costaricensis ingår i släktet Pyrenula och familjen Pyrenulaceae.   Inga underarter finns listade i Catalogue of Life.